# Schloss Harmsdorf

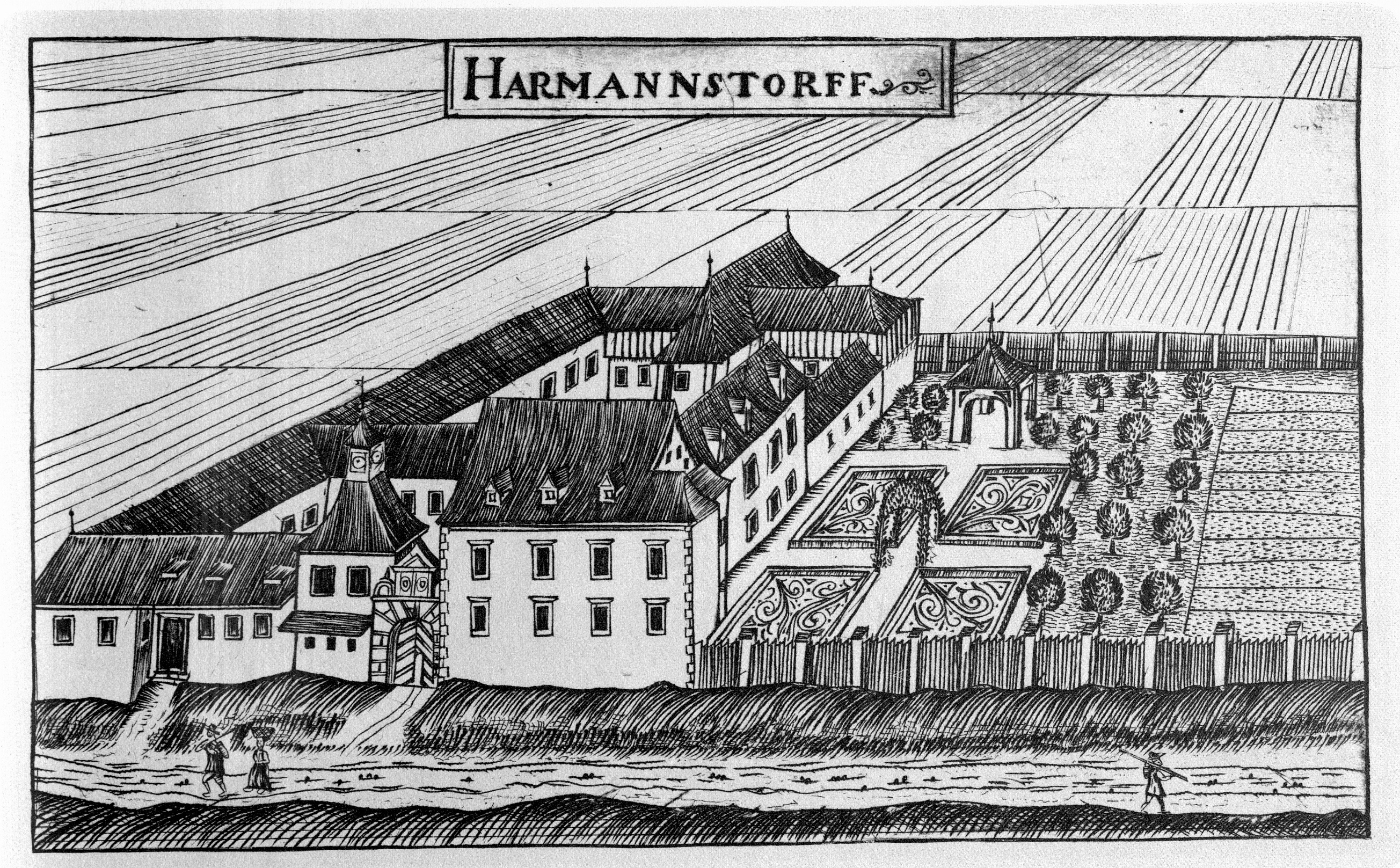
Schloss Harmsdorf nach einem Stich von Georg Matthäus Vischer, 1681

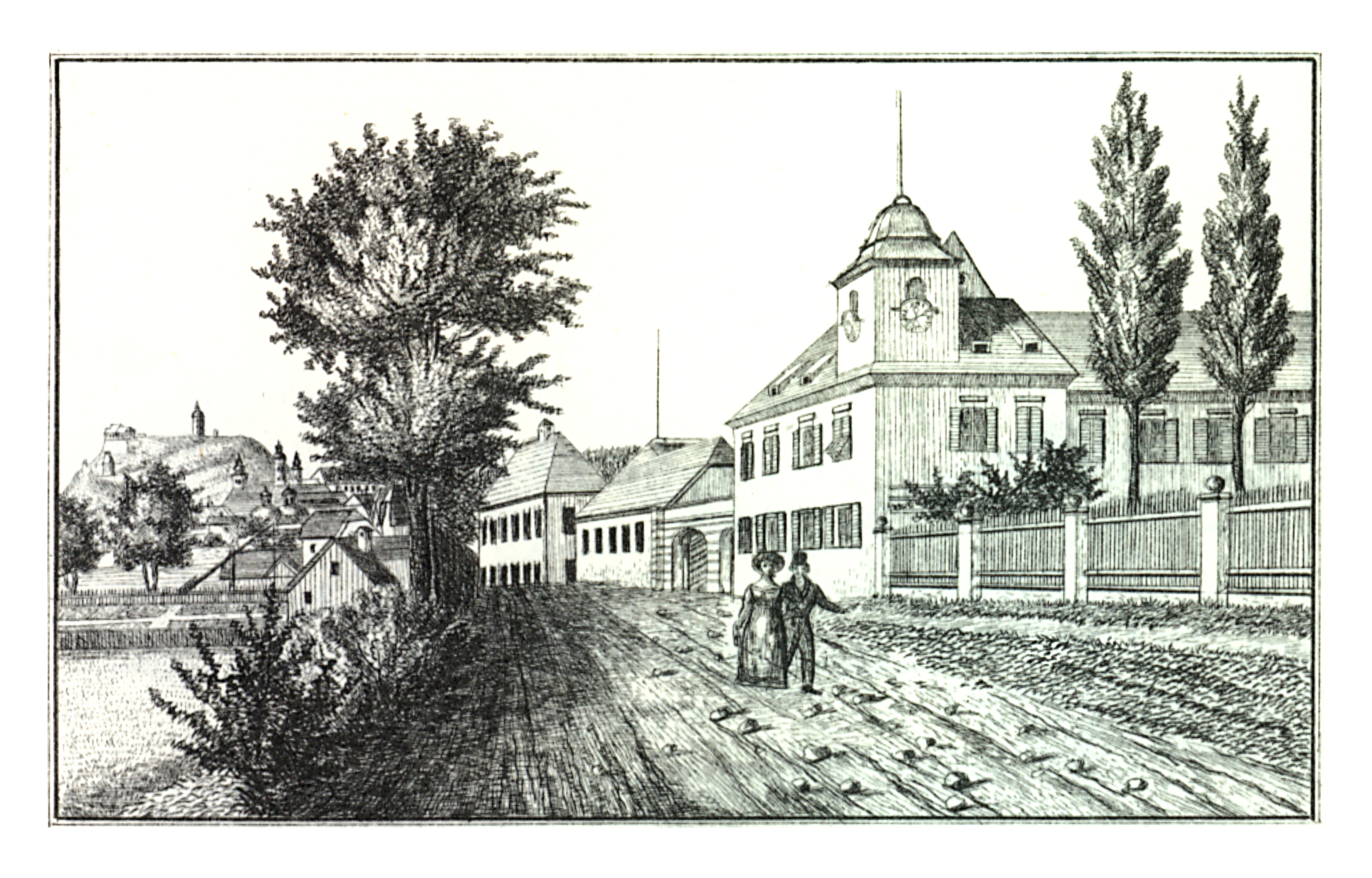
Schloss Harmsdorf um 1830, Lith. Anstalt J.F. Kaiser, Graz

Schloss Harmsdorf war ein Schloss in Graz-Jakomini. Seine Geschichte führt bis in das 14. oder 15. Jahrhundert zurück. Das ehemals zweigeschoßige Schloss mit einem Turm wurde 1944 zerbombt. Vom alten Schlossbestand sind nur mehr wenige Mauerreste im Keller erhalten. Seit dem 20. Jahrhundert ist das Schloss im Besitz der Stadt Graz, die hier ein Kinderheim einrichtete.

## Beschreibung
Im Jahre 1684 umfasste das Gut neben dem Schloss eine Meierschaft, einen großen Hofgarten sowie einige Felder und Wiesen. In den Jahren um 1737 wurde das Schloss ausgebaut und ein Glashaus errichtet, in dem 203 Orangen- und Zitronenbäume, sogenannte „welsche Paumern“, standen. Das Glashaus sowie die Bäume hatten einen Wert von rund 420 Gulden.
Das Schloss stand einst in Harmsdorf oder Hademarsdorf, das im Grazer Adressbuch noch im Jahr 1867 als eigene Verwaltungs- und Steuereinheit geführt wurde. 1849 kam es nach einer Bürgerbefragung, die einstimmig ausfiel, zur Zusammenlegung mit der Stadt Graz.

## Geschichte
Das Gut mitsamt dem darauf befindlichen Dorf Harmsdorf befand sich im 12. Jahrhundert vermutlich im Besitz der Traungauer. In der Zeit von 1165 bis 1185 ist ein Otto von Hadmarsdorf urkundlich erwähnt, der ein Eigenmann des Herzogs Ottokars IV. war. Otto von Hadmarsdorf vererbte das Gut an die Herren von Graz, die es an die mit ihnen verwandten Ehrenfelser weitergaben. Im 14. Jahrhundert war das Gut ein Lehensbesitz der Ehrenfelser. 1361 wurde das Dorf als einer der Eckpunkte des Grazer Burgfrieds bezeichnet. 1409 wurde ein Hof an Otto von Graben und ein zweiter Hof an die Herbersteiner verliehen. Es ist unklar, aus welchem dieser beiden Höfe das Schloss entstand; es wird aber vermutet, dass es sich um den Lehnshof der Herbersteiner handelte.
Dieser Lehnshof war Anfang des 15. Jahrhunderts im Besitz von Ullein den Herbersteiner, der ihn an seinen Neffen Andree von Akspekch übergab. Am 10. August 1415 verkaufte dieser den Hof an die Brüder Andree und Jörg von Herberstein. 1480 befand sich der „Edelhoff zu Harmsdorff“ im Besitz von Andrä Span, welcher ihn mit dem Moserhof-Schlössl verband. Der Hof wurde wahrscheinlich am Ende des 15. Jahrhunderts zerstört. An seiner Stelle wurde das Schloss errichtet. Die Kinder und Stiefkinder von Andrä Span hatten den Grund 1521 in Besitz. Vom späteren Besitzer Wolfgang Vogl wurde das Grundstück vermutlich freigelöst.
Von der zweiten Hälfte des 16. Jahrhunderts bis 1610 kam es zu mehreren Besitzwechseln. 1610 wurde der „Freyhof zu Harmsdorf“ an Erhard Wilhelm von Klaffenau verkauft, der sich hier für seine Familie Sitz und Herrschaft schaffen wollte und deshalb viele Grundstücke in der Nähe aufkaufte. Als er 1644 verstarb, übernahm sein Sohn Sigmund das Anwesen, da die übrigen Erben gegen eine Abfindung auf das Gut verzichteten. Als Sigmund 1684 verstarb, wurden das Schloss mitsamt Gütern auf einen Wert von 2.500 Gulden geschätzt. Sigmunds Sohn Karl Sigmund Josef von Klaffenau verkaufte das Gut 1716 für 13.200 Gulden an Johann Carl Freiherrn von Teuffenbach. Dessen Schwägerin Maria Rosalia verkaufte das Gut 1737 um 9.000 Gulden an Hanibal von Großhaimb. 1739 wurde das Gut von Großhaimb an Franz Samuel Ebner von Ebenau verkauft, der es schwer verschuldete.
1774 ging das Gut für 8.050 Gulden an Johann Ernst Graf von Herberstein. In der folgenden Zeit bis 1870 wechselte das Schloss häufig seine Besitzer. 1808 wurde bei einer Schätzung festgestellt, dass das Schloss aufgrund seiner Nähe zur Stadt auch als Sommerwohnung genutzt werden könnte. Man versprach sich dadurch jährliche Einnahmen von rund 300 Gulden, was in etwa dem Jahresgehalt eines mittleren Beamten entsprach. Im Jahr 1870 ging das Schloss in den Besitz des Freiherren Weis von Teufenstein über. Bereits im 19. Jahrhundert verlor es seinen Schlosscharakter. Zu Anfang des 20. Jahrhunderts gehörte das Schloss dem Verein zur Förderung der Volksgesundheit, ehe es in den Besitz der Stadt Graz überging. Diese richtete im Schloss ein Kinderheim ein. Gegen Ende des Zweiten Weltkriegs wurde es 1944 durch Bombentreffer völlig zerstört.